# Veleposlanstvo Venezuele u Washingtonu D.C.
Veleposlanstvo Venezuele u Washingtonu D.C. predstavlja diplomatsko predstavništvo Bolivarijanske Republike Venezuele u SAD-u. Nalazi se na sjeverozapadu Washingtona u susjedstvu povijesne četvrti Georgetown.
Venezuela osim veleposlanstva u Washingtonu, ima i konzularna predstavništva u New Yorku, Bostonu, Chicagu, Houstonu, Miamiju New Yorku, New Orleansu, San Franciscu i San Juanu.
Trenutačni venezuelanski veleposlanik u SAD-u je Calixto Ortega Ríos.